# 密穗草科
密穗草科也叫细密叶科，是一个小科，仅有2属26种，全部生长在非洲，主要分布在南非和东部非洲。
1981年的克朗奎斯特分类法将其分在唇形科中，1998年根据基因亲缘关系分类的APG 分类法单独分出一个科，但仍然划在唇形目中，认为有5属，2003年经过修订的APG II 分类法调整为2属。

## 属
- Halleria（11种）
- Nuxia（15种）